# Список послов Российской Федерации в Австралии и государствах Океании
В статье представлен список чрезвычайных и полномочных послов Российской Федерации в Австралии и государствах Океании. После даты назначения или освобождения от должности стоит номер соответствующего указа президента Российской Федерации.
Посольства, консульства и другие представительства СССР за рубежом перешли в ведение Министерства иностранных дел РСФСР от упраздняемого Министерства внешних сношений СССР по указу президента РСФСР от 18 декабря 1991 года № 291 «О внешнеполитической службе РСФСР». Послы и представители СССР при этом не переназначались. Даты назначения послов Российской Федерации, назначенных ещё в качестве послов СССР, в списке не указаны.
В периоды времени между освобождением от должности одного и назначением нового посла его функции исполняет временный поверенный в делах Российской Федерации, назначаемый из числа старших дипломатических сотрудников посольства (в некоторых странах такие периоды продолжаются по несколько месяцев).
В соответствии с указом президента Российской Федерации от 15 октября 1999 года № 1371 «О порядке присвоения и сохранения дипломатических рангов и об установлении ежемесячной надбавки к должностному окладу за дипломатический ранг» лицам, занимающим должность чрезвычайного и полномочного посла Российской Федерации (в иностранном государстве) присваиваются дипломатические ранги чрезвычайного и полномочного посла, чрезвычайного и полномочного посланника 1 класса.

## Австралия
Австралийский Союз — Австралия
1. Долгов, Вячеслав Иванович (до 11 ноября 1993 г., № 1902)
2. Лосюков, Александр Прохорович (11 ноября 1993 г., № 1903 — 6 сентября 1997 г., № 997)
3. Хамидулин, Рашит Луфтулович (31 августа 1998 г., № 1030 — 20 июля 2001 г., № 898)
4. Моисеев, Леонид Петрович (20 июля 2001 г., № 899 — 10 ноября 2005 г., № 1289)
5. Блохин, Александр Викторович (10 ноября 2005 г., № 1290 — 29 июня 2010 г., № 797)
6. Морозов, Владимир Николаевич (29 июня 2010 г., № 801 — 28 июля 2016 г., № 379)
7. Логвинов, Григорий Семёнович (28 июля 2016 г., № 380 — 3 апреля 2019 г., № 144)
8. Павловский, Алексей Викторович (3 апреля 2019 г., № 145 — 18 апреля 2025 г., № 250)

## Вануату
Республика Вануату (послами по совместительству назначаются послы в Австралии)
1. Долгов, Вячеслав Иванович (до 19 августа 1995 г., № 863)
2. Лосюков, Александр Прохорович (19 августа 1995 г., № 864 — 6 сентября 1997 г., № 997)
3. Хамидулин, Рашит Луфтулович (31 августа 1998 г., № 1030 — 20 июля 2001 г., № 898)
4. Моисеев, Леонид Петрович (20 июля 2001 г., № 900 — 10 ноября 2005 г., № 1289)
5. Блохин, Александр Викторович (10 ноября 2005 г., № 1290 — 29 июня 2010 г., № 797)
6. Морозов, Владимир Николаевич (29 июня 2010 г., № 798 — 28 июля 2016 г., № 379)
7. Логвинов, Григорий Семёнович (29 июня 2017 г., № 292 — 3 апреля 2019 г., № 144)
8. Павловский, Алексей Викторович (17 сентября 2019 г., № 454 — 18 апреля 2025 г., № 250)

## Кирибати
Республика Кирибати (послами по совместительству назначаются — до 1993 г. посол в Папуа — Новой Гвинее, с 1995 г. послы в Индонезии)
1. Рогов, Евгений Фёдорович (до 13 июля 1993 г., № 1037)
2. Соловьёв, Николай Николаевич (13 сентября 1995 г., № 935 — умер 29 сентября 1998 г.)
3. Плотников, Владимир Юрьевич (7 сентября 1999 г., № 1182 — 6 октября 2004 г., № 1278)
4. Белый, Михаил Михайлович (6 октября 2004 г., № 1281 — 19 января 2007 г., № 55)
5. Иванов, Александр Анатольевич (2 февраля 2007 г., № 118 — 11 октября 2012 г., № 1398)
6. Галузин, Михаил Юрьевич (16 октября 2012 г., № 1401 — 29 января 2018 г., № 31)
7. Воробьёва, Людмила Георгиевна (15 февраля 2018 г., № 74 — 1 марта 2024 г., № 153)
8. Толчёнов, Сергей Геннадьевич (с 7 марта 2025 г., № 122)

## Маршалловы Острова
Республика Маршалловы Острова (послами по совместительству назначаются послы на Филиппинах)
1. Кудашев, Николай Ришатович (14 марта 2014 г., № 143 — 2 марта 2015 г., № 106)
2. Ховаев, Игорь Анатольевич (5 мая 2015 г., № 228 — 21 сентября 2020 г., № 576)
3. Павлов, Марат Игнатьевич (с 25 марта 2021 г., № 171)

## Микронезия
Федеративные Штаты Микронезии (послами по совместительству назначались послы на Филиппинах)
1. Кудашев, Николай Ришатович (14 марта 2014 г., № 142 — 2 марта 2015 г., № 106)
2. Ховаев, Игорь Анатольевич (2 марта 2015 г., № 109 — 21 сентября 2020 г., № 576)

## Науру
Республика Науру (послами по совместительству назначаются послы в Австралии)
1. Долгов, Вячеслав Иванович (до 19 августа 1995 г., № 863)
2. Лосюков, Александр Прохорович (19 августа 1995 г., № 864 — 6 сентября 1997 г., № 997)
3. Хамидулин, Рашит Луфтулович (31 августа 1998 г., № 1030 — 20 июля 2001 г., № 898)
4. Моисеев, Леонид Петрович (20 июля 2001 г., № 901 — 10 ноября 2005 г., № 1289)
5. Блохин, Александр Викторович (10 ноября 2005 г., № 1290 — 29 июня 2010 г., № 797)
6. Морозов, Владимир Николаевич (29 июня 2010 г., № 799 — 28 июля 2016 г., № 379)
7. Логвинов, Григорий Семёнович (8 сентября 2016 г., № 464 — 3 апреля 2019 г., № 144)
8. Павловский, Алексей Викторович (17 сентября 2019 г., № 455 — 18 апреля 2025 г., № 250)

## Новая Зеландия
Новая Зеландия
1. Соколов, Юрий Михайлович (до 18 марта 1992 г., № 286)
2. Лосюков, Александр Прохорович (18 марта 1992 г., № 279 — 11 ноября 1993 г., № 1903)
3. Беляев, Сергей Владимирович (22 мая 1995 г., № 506 — 15 декабря 1999 г., № 1634)
4. Шабанников, Геннадий Иванович (15 декабря 1999 г., № 1635 — 28 июля 2004 г., № 973)
5. Лысенко, Михаил Николаевич (28 июля 2004 г., № 974 — 11 сентября 2008 г., № 1346)
6. Татаринов, Андрей Алексеевич (11 сентября 2008 г., № 1347 — 4 октября 2012 г., № 1346)
7. Терещенко, Валерий Яковлевич (4 октября 2012 г., № 1347 — 4 июня 2018 г., № 285)
8. Зуев, Георгий Викторович (с 4 июня 2018 г., № 286)

## Палау
Республика Палау (послами по совместительству назначаются послы на Филиппинах)
1. Воробьёв, Виталий Яковлевич (16 апреля 2007 г., № 480 — 27 августа 2010 г., № 1077)
2. Кудашев, Николай Ришатович (27 августа 2010 г., № 1079 — 2 марта 2015 г., № 106)
3. Ховаев, Игорь Анатольевич (2 марта 2015 г., № 108 — 21 сентября 2020 г., № 576)
4. Павлов, Марат Игнатьевич (с 17 декабря 2020 г., № 798)

## Папуа — Новая Гвинея
Независимое Государство Папуа — Новая Гвинея (послами по совместительству с 1995 г. назначаются послы в Индонезии)
1. Рогов, Евгений Фёдорович (до 13 июля 1993 г., № 1037)
2. Соловьёв, Николай Николаевич (13 сентября 1995 г., № 935 — умер 29 сентября 1998 г.)
3. Плотников, Владимир Юрьевич (3 февраля 2000 г., № 302 — 6 октября 2004 г., № 1278)
4. Белый, Михаил Михайлович (6 октября 2004 г., № 1280 — 19 января 2007 г., № 55)
5. Иванов, Александр Анатольевич (6 марта 2007 г., № 274 — 11 октября 2012 г., № 1398)
6. Галузин, Михаил Юрьевич (15 марта 2013 г., № 2194 — 29 января 2018 г., № 31)
7. Воробьёва, Людмила Георгиевна (20 апреля 2018 г., № 163 — 1 марта 2024 г., № 153)
8. Толчёнов, Сергей Геннадьевич (с 2 декабря 2024 г., № 1017)

## Самоа
Западное Самоа — Независимое Государство Самоа (послами по совместительству назначаются — до 1993 г. и с 1995 г. послы в Новой Зеландии, в 1993—1995 гг. посол в Австралии)
1. Соколов, Юрий Михайлович (до 18 марта 1992 г., № 286)
2. Лосюков, Александр Прохорович (18 марта 1992 г., № 279 — 22 мая 1995 г., № 505)
3. Беляев, Сергей Владимирович (22 мая 1995 г., № 506 — 15 декабря 1999 г., № 1634)
4. Шабанников, Геннадий Иванович (15 декабря 1999 г., № 1635 — 28 июля 2004 г., № 973)
5. Лысенко, Михаил Николаевич (28 июля 2004 г., № 974 — 11 сентября 2008 г., № 1346)
6. Татаринов, Андрей Алексеевич (11 сентября 2008 г., № 1348 — 4 октября 2012 г., № 1346)
7. Терещенко, Валерий Яковлевич (19 февраля 2013 г., № 146 — 4 июня 2018 г., № 285)
8. Зуев, Георгий Викторович (с 6 июля 2018 г., № 407)

## Тонга
Королевство Тонга (послами по совместительству назначаются послы в Новой Зеландии)
1. Соколов, Юрий Михайлович (до 18 марта 1992 г., № 286)
2. Лосюков, Александр Прохорович (18 марта 1992 г., № 279 — 11 ноября 1993 г., № 1903)
3. Беляев, Сергей Владимирович (22 мая 1995 г., № 506 — 15 декабря 1999 г., № 1634)
4. Шабанников, Геннадий Иванович (15 декабря 1999 г., № 1635 — 28 июля 2004 г., № 973)
5. Лысенко, Михаил Николаевич (28 июля 2004 г., № 974 — 11 сентября 2008 г., № 1346)
6. Татаринов, Андрей Алексеевич (26 сентября 2008 г., № 1403 — 4 октября 2012 г., № 1346)
7. Терещенко, Валерий Яковлевич (4 октября 2012 г., № 1348 — 4 июня 2018 г., № 285)
8. Зуев, Георгий Викторович (с 8 сентября 2018 г., № 512)

## Тувалу
Тувалу (послами по совместительству назначаются послы в Австралии)
1. Морозов, Владимир Николаевич (10 сентября 2012 г., № 1282 — 28 июля 2016 г., № 379)
2. Логвинов, Григорий Семёнович (3 октября 2018 г., № 568 — 3 апреля 2019 г., № 144)
3. Павловский, Алексей Викторович (1 июля 2019 г., № 307 — 18 апреля 2025 г., № 250)

## Фиджи
Республика Фиджи — Суверенная Демократическая Республика Фиджи — Республика Островов Фиджи (послами по совместительству назначаются послы в Австралии)
1. Долгов, Вячеслав Иванович (до 11 ноября 1993 г., № 1902)
2. Лосюков, Александр Прохорович (11 ноября 1993 г., № 1903 — 6 сентября 1997 г., № 997)
3. Хамидулин, Рашит Луфтулович (31 августа 1998 г., № 1030 — 20 июля 2001 г., № 898)
4. Моисеев, Леонид Петрович (15 августа 2001 г., № 1050 — 10 ноября 2005 г., № 1289)
5. Блохин, Александр Викторович (10 ноября 2005 г., № 1290 — 29 июня 2010 г., № 797)
6. Морозов, Владимир Николаевич (29 июня 2010 г., № 800 — 28 июля 2016 г., № 379)
7. Логвинов, Григорий Семёнович (3 октября 2016 г., № 514 — 3 апреля 2019 г., № 144)
8. Павловский, Алексей Викторович (11 апреля 2019 г., № 154 — 18 апреля 2025 г., № 250)